# 浅井神社 (高岡市石堤)

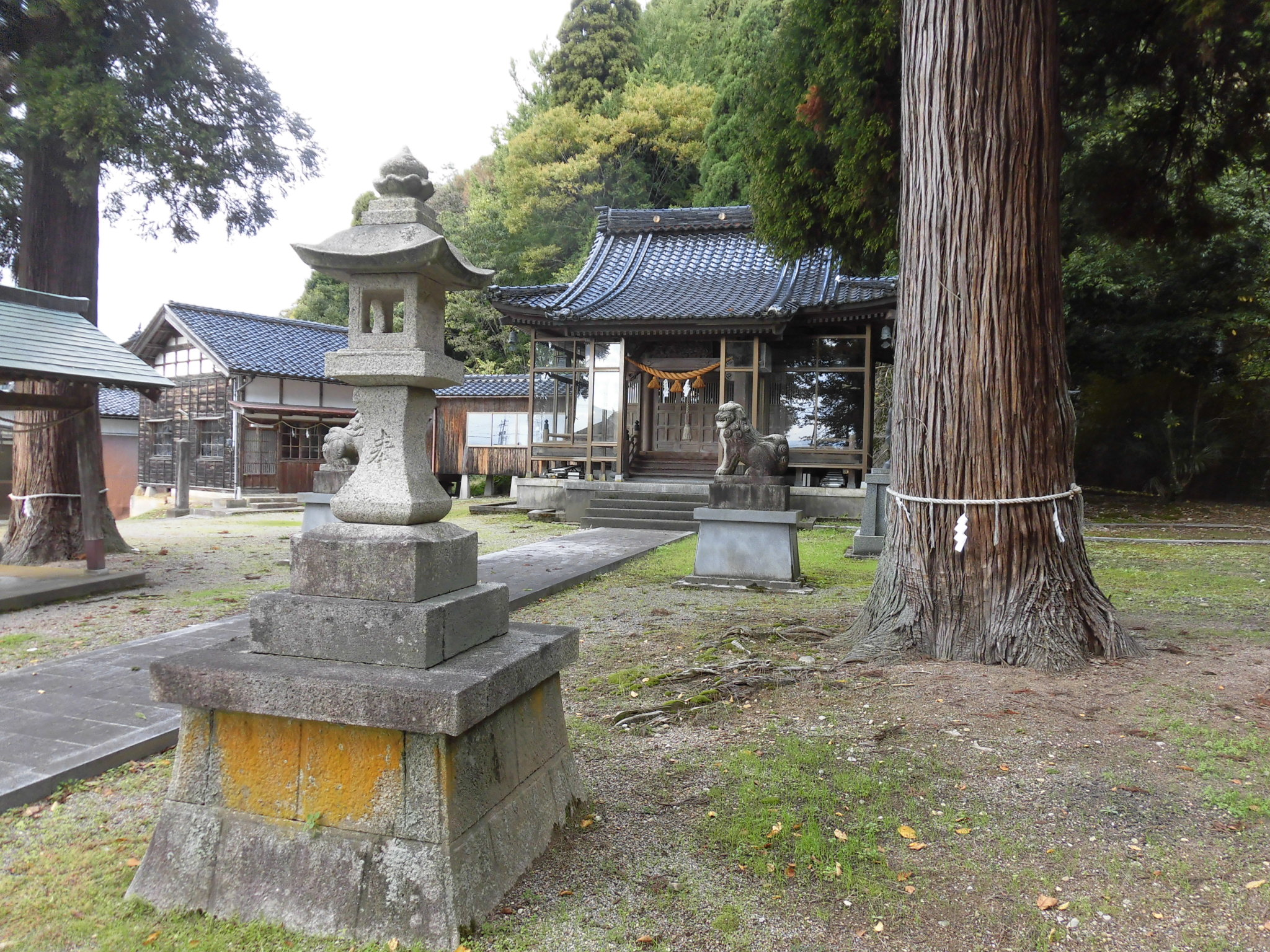
浅井神社境内

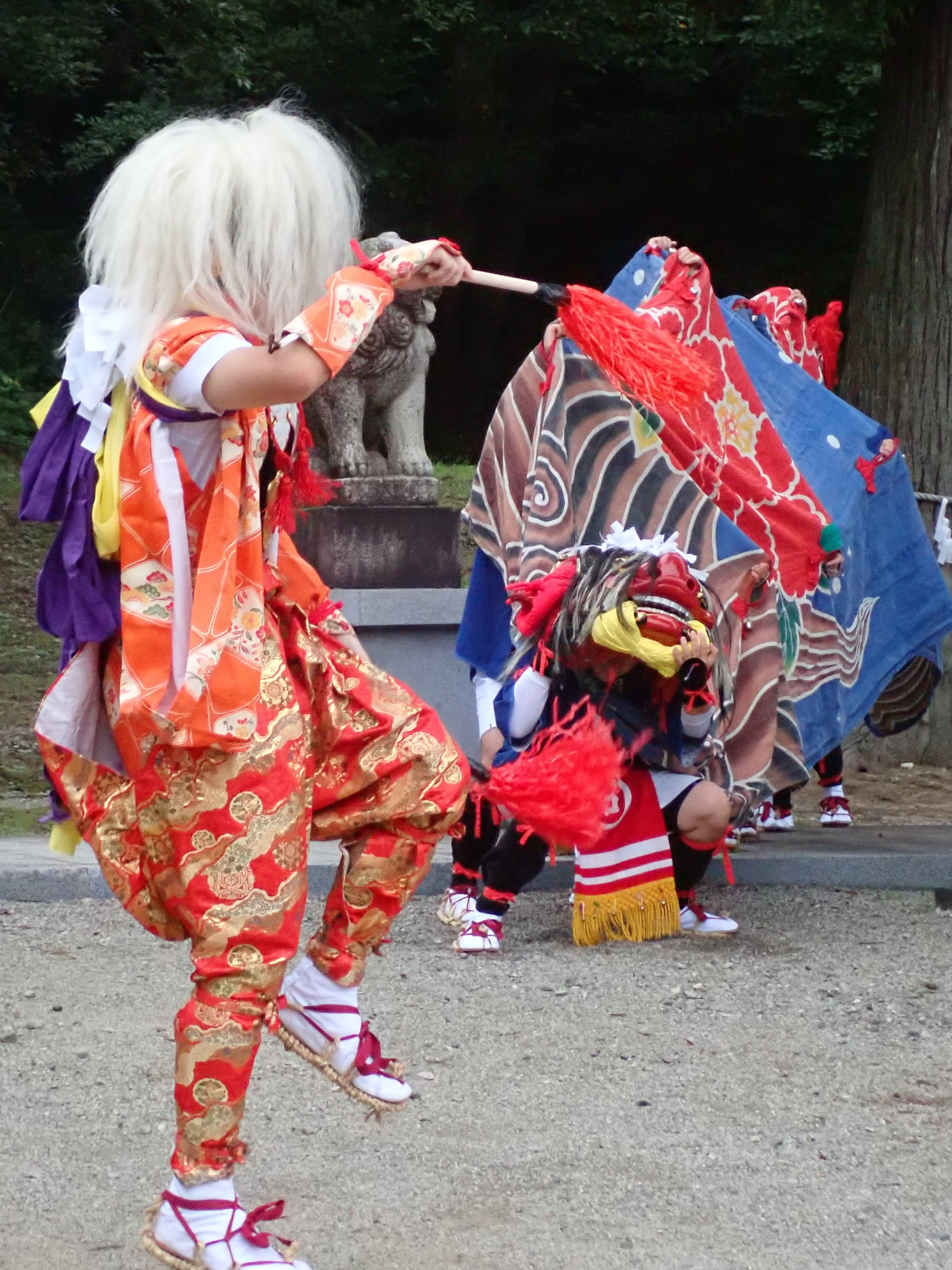
浅井神社の獅子舞

浅井神社（あさいじんじゃ）は富山県高岡市石堤西部に古くから鎮座する古社である。
同社は小矢部川左岸に位置し、暴れ川である小矢部川の守護安寧が祈られ創建されたと伝わるとともに、同地域は古代北陸道にかかる交通の要衝でもあることから、同社の往時の繁栄が臆測される。
小矢部川の氾濫を防ぐ灌漑農耕の守護神。また小矢部川水運の発展を約束する神ともされる。
同地域に石堤を築造し社殿を造営奉斎したことから川端の宮とも称される。

## 祭神
主神
- 罔象女神（みつはのめのかみ）

## 歴史
- 717年（養老元年）創建
- 759年（天平宝字3年）東大寺越中国官地施入田地図に「浅井之神の神領地一段」とある
- 1881年（明治14年）郷社に列す（神饌幣帛供進指定）

## 式内社論争
同社は越中国礪波郡内の延喜式内社とされるが、石堤村に隣接する赤丸村鎮座の浅井神社を式内社とする説もあり、論争がある。
石堤村の浅井神社と赤丸村の浅井神社の式内社論争は、両社が距離にしておよそ300 mほどしか離れないこともあり、にわかに断定できる根拠に乏しい。